# Зенит-3М

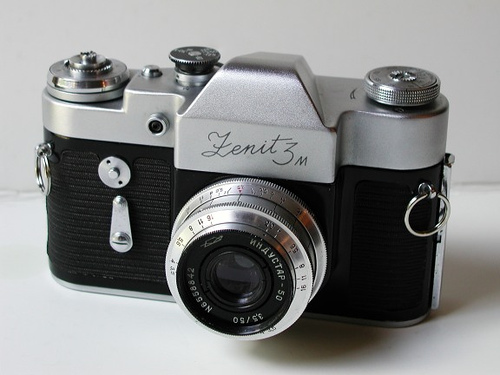
Фотокамера «Зенит-3М» з об'єктивом «Индустар-50» (1962)

«Зени́т-3М» — малоформатний однооб'єктивний дзеркальний фотоапарат з ручною установкою експозиції. Розроблений на Красногорському механічному заводі (КМЗ) і випускався серійно в 1962—1970 рр. на КМЗ. Всього вироблено «Зенит-3М» разом зі своїм попередником, фотоапаратом «Кристалл» 781 678 экз.

## Технічні характеристики
- Корпус металевий з задньою стінкою, що відкривається.
- Курковий заведення затвора і перемотка плівки. Зворотне перемотування плівки висувною головкою.
- Тип застосовуваного фотоматеріалу — фотоплівка типу 135 в стандартних касетах. Розмір кадру 24 × 36 мм.
- Затвор — механічний, шторково-щілинний з горизонтальним рухом полотняних шторок. Витримка затвора: від 1/30 до 1/500 сек і «ручна».
- Видошукач дзеркальний, з незмінною пентапризмою. Фокусувальний екран — матове скло.
- Штатний об'єктив — «Индустар-50» 3,5/50 або «Гелиос-44» 2/58 з попередньою установкою діафрагми.
- Тип кріплення об'єктива — різьбове з'єднання M39×1/45,2.
- Синхроконтакт кабельний з регульованим часом випередження. Гнізда для фотоспалаха небуло, можна було придбати окремо.
- Експонометр відстуній.
- Механічний автоспуск.
- Різьба штативного гнізда 3/8 дюйма.